# Calceolaria ascendens
Calceolaria ascendens là một loài thực vật có hoa trong họ Calceolariaceae. Loài này được Lindl. mô tả khoa học đầu tiên năm 1829.